# Greklands bidrag i Eurovision Song Contest

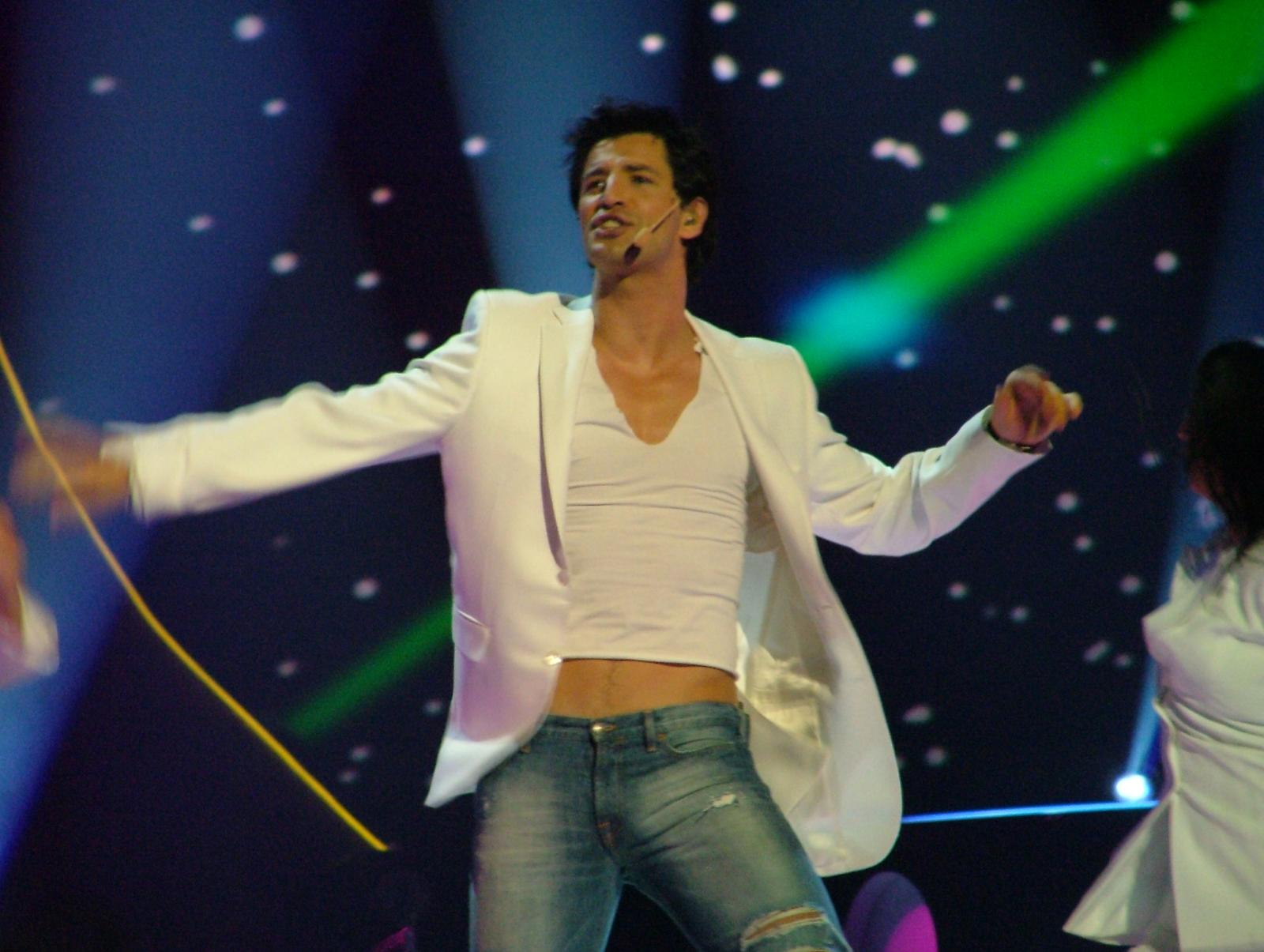
Sakis Rouvas i Istanbul (2004)

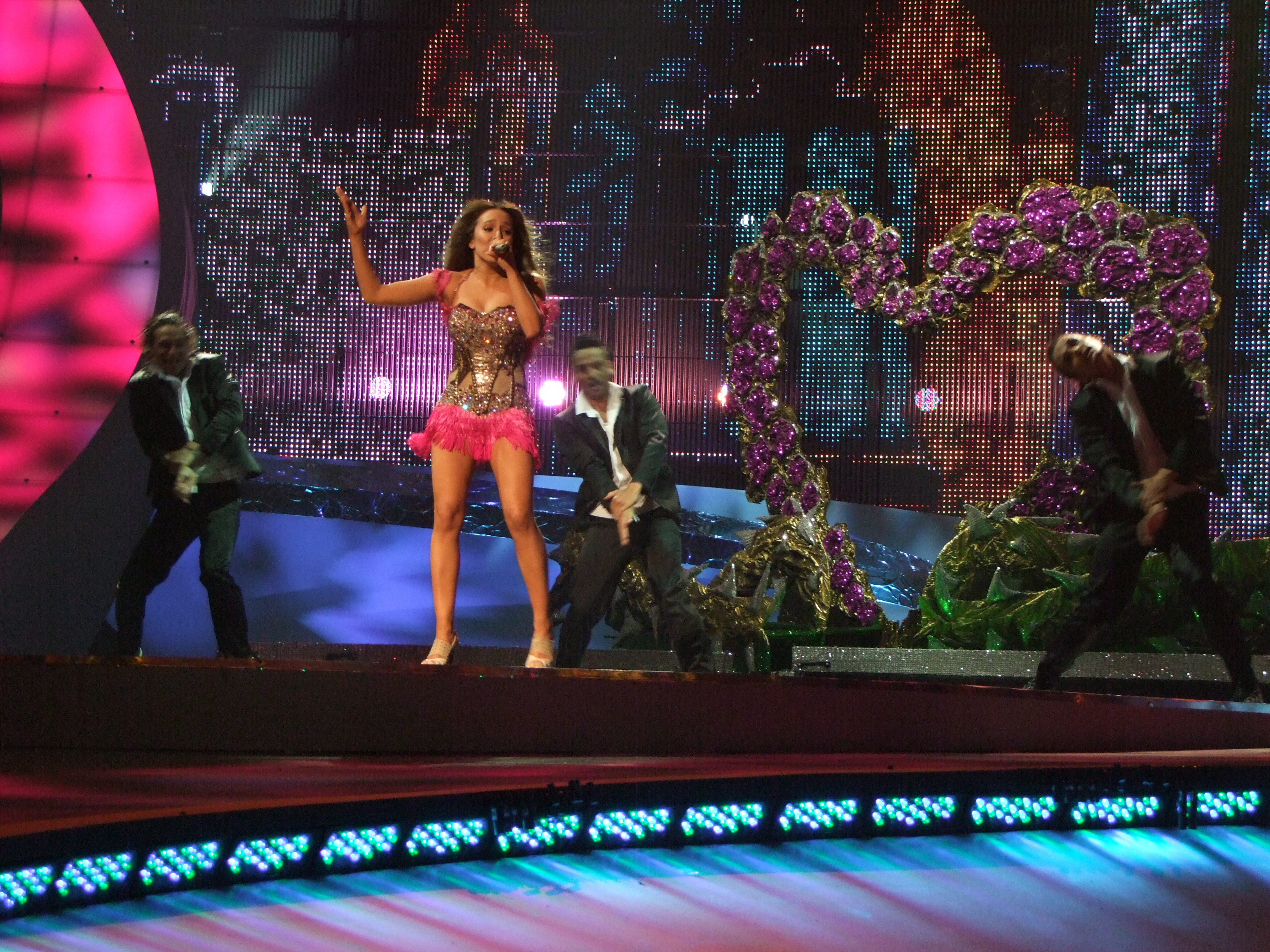
Kalomira i Belgrad (2008)

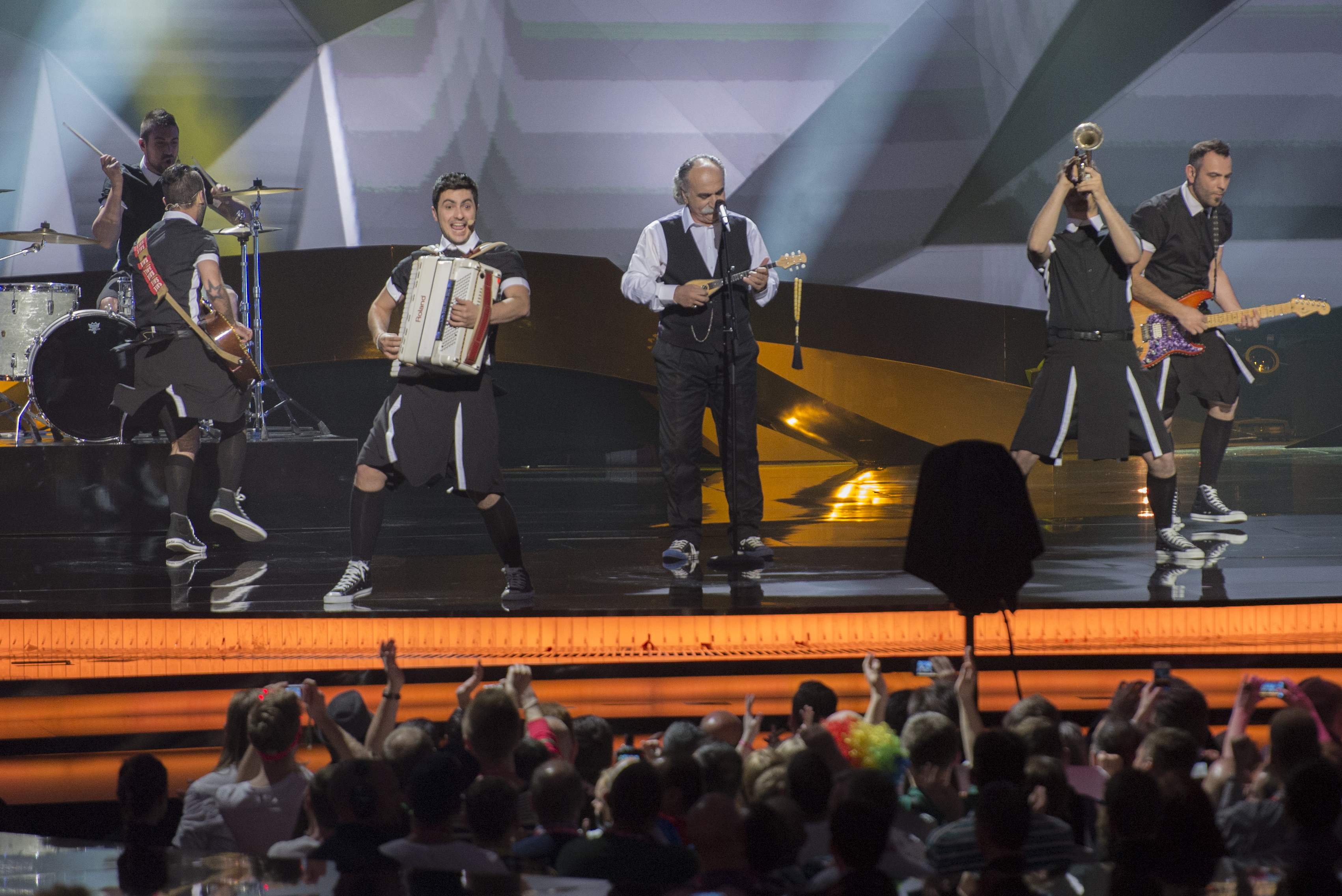
Koza Mostra & Agathonas Iakovidis i Malmö (2013).

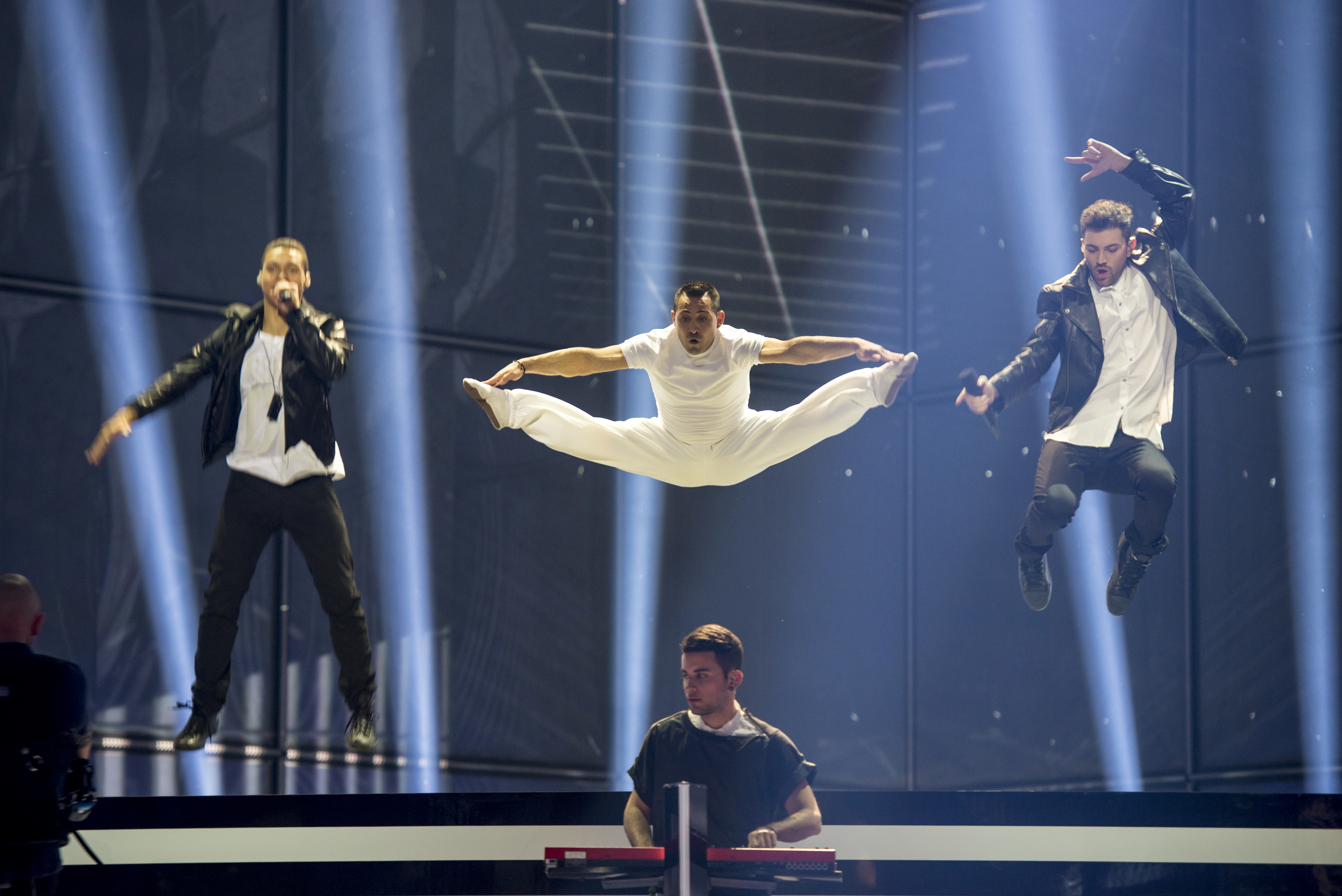
Freaky Fortune & Riskykidd i Köpenhamn (2014).

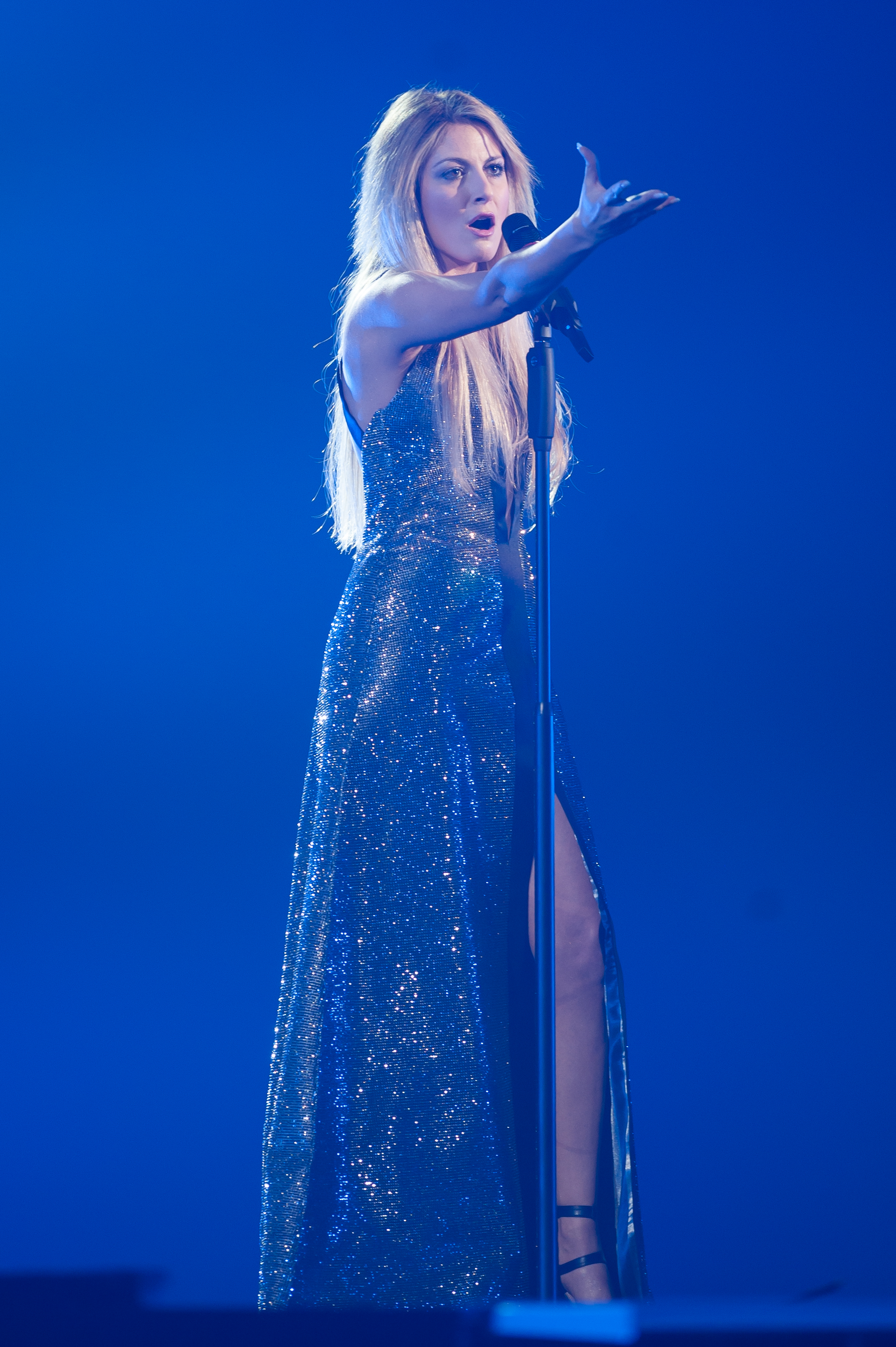
Maria-Eleni Kyriakou i Wien (2015).

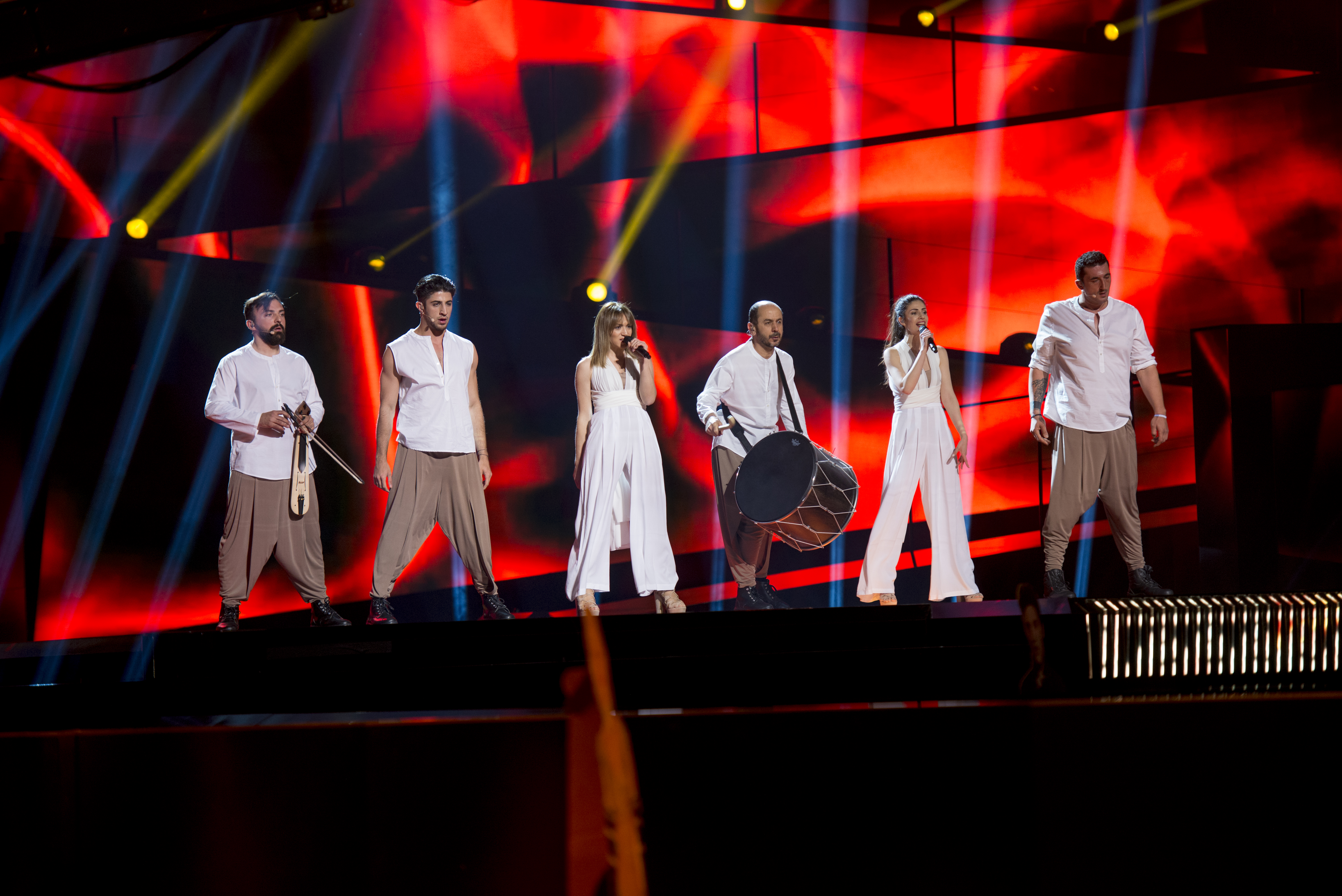
Argo i Stockholm (2016).

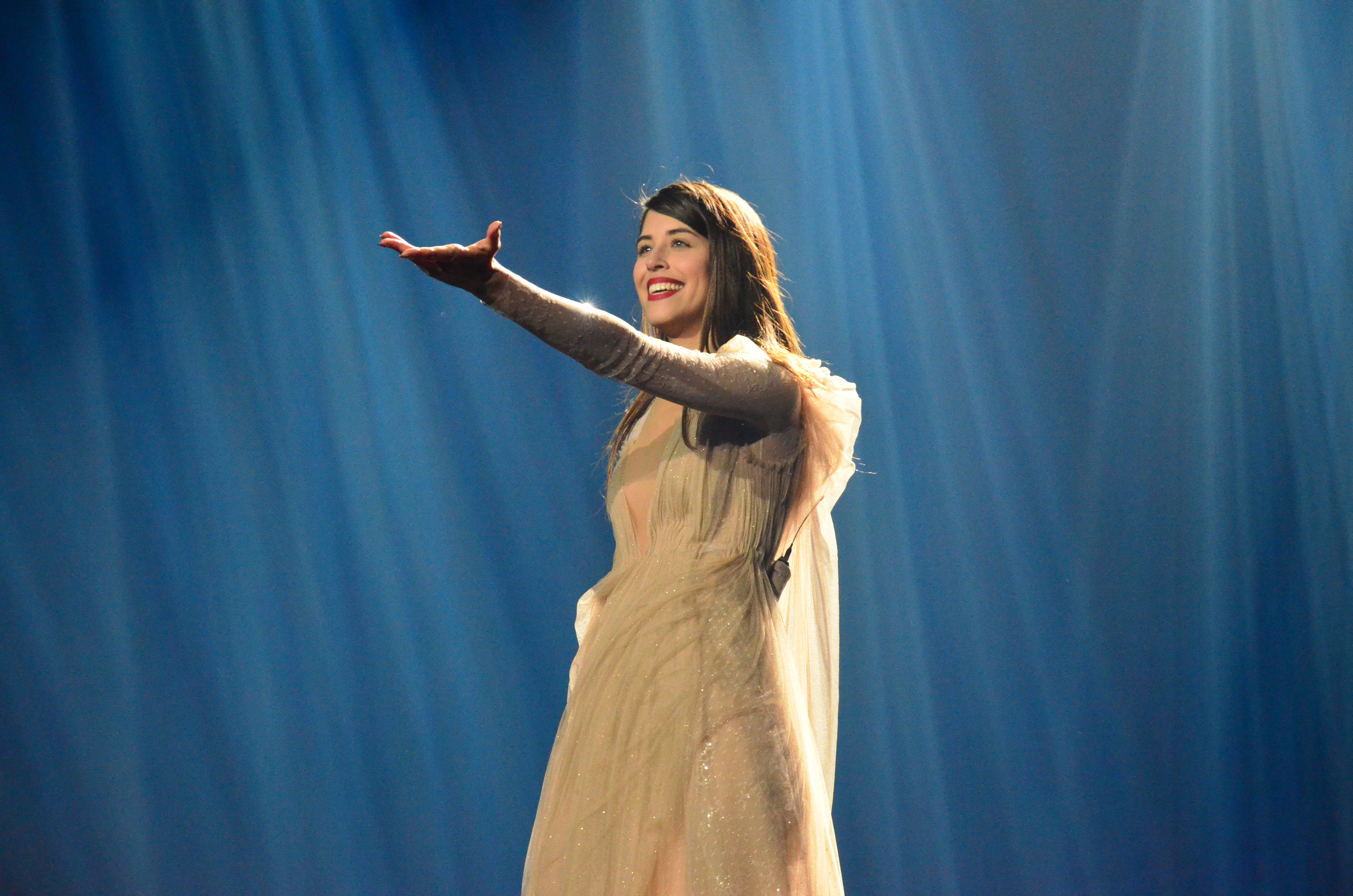
Demy i Kiev (2017).

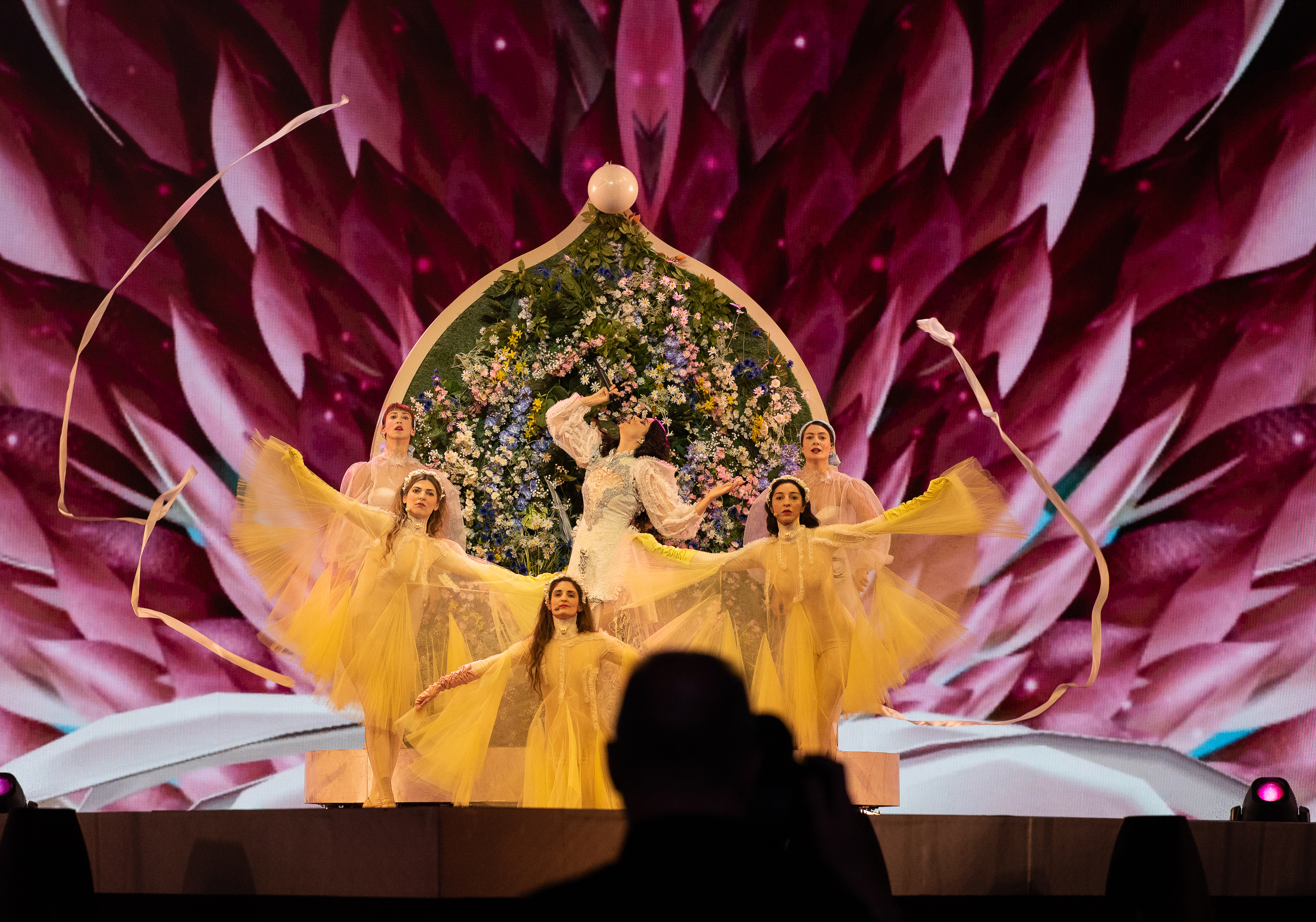
Katerine Duska i Tel Aviv (2019).

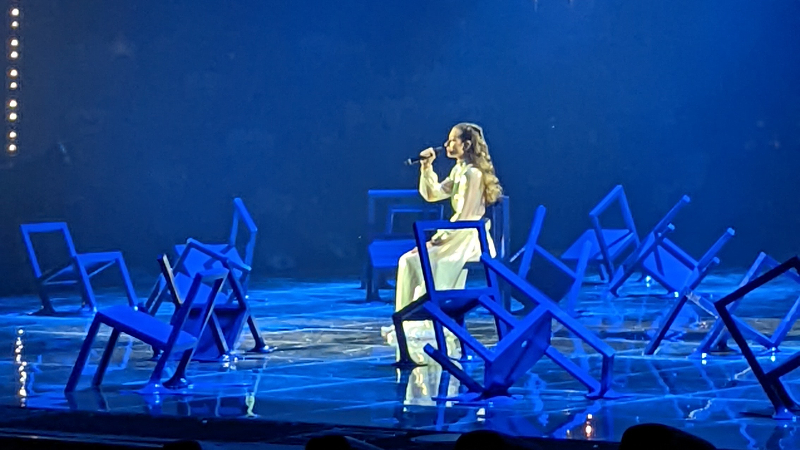
Amanda Georgiadi Tenfjord i Turin (2022).

Grekland debuterade i Eurovision Song Contest 1974 och har till och med 2025 deltagit 45 gånger. Det grekiska tv-bolaget Ellinikí Radiphonía Tileórassi (ERT) har ansvarat för Greklands medverkan varje år sedan 1974, med undantag för tävlingarna 2014 och 2015 då NERIT ansvarade för landets medverkan. Grekland har genom åren använt olika metoder för att utse representant och bidrag för tävlingen, antingen via internval eller nationell uttagning.
Grekland har hittills segrat i eurovisionsfinalen en gång, 2005, med låten "My Number One" framförd av Helena Paparizou. Grekland har ytterligare tre pallplatser bakom sig, tre tredjeplatser i finalen åren 2001, 2004 och 2008.

## Grekland i Eurovision Song Contest

### Historia
Grekland deltog i Eurovision Song Contest första gången i 1974. Året därpå vägrade Grekland ställa upp i tävlingen eftersom Turkiet skulle ställa upp. Grekland avstod från att tävla som protest mot den turkiska invasionen av Cypern. Greklands prestationer i tävlingen fram till 1998 var relativt svaga resultatmässigt. Som bäst under denna perioden kom man på femteplats vid två tillfällen, 1977 och 1992. Grekland uteblev från tävlingen vid tre tillfällen under denna period (1982, 1984 och 1986), vid två av dessa tillfällen hade man trots allt valt ut sin representant för tävlingen (1982 och 1986). Efter att ha slutat på tjugondeplats 1998, i sitt sämsta resultat i finalen, uteblev landet från tävlingen 1999. Under denna period hade intresset för tävlingen ökat från länder som under början på 1990-talet gjort sig fria från Sovjetunionen och Jugoslavien. Det ökade antalet länder som ville vara med i tävlingen ledde till att EBU införde en regel som innebar att länder som placerade sig sämre ett år måste avstå medverkan året därpå för att kunna göra plats åt andra länder som hade fått avstå året innan att delta. Grekland hade därmed rätten att återvända och delta i Stockholm 2000, men avböjde att delta på grund av ekonomiska problem. 
Återvändandet till tävlingen 2001 blev en succé då Antique med låten (I Would) Die for You slutade trea i Köpenhamn i landets första pallplacering. När systemet med semifinal introducerades 2004 var det startskottet för den "gyllene perioden" i Greklands tävlingshistoria. Grekland blev ett av tävlingens mest framgångsrikaste länder i tävlingen då man placerade sig inom topp tio varje år mellan 2004 och 2011. 2004 kom man trea i finalen och året därpå kom till slut segern med låten "My Number One" framförd av svenskfödda Helena Paparizou. Efter Paparizous vinst stod huvudstaden Aten som värdstad för Eurovision Song Contest 2006. Programledare var Sakis Rouvas och Maria Menounos. Anna Vissi sjöng då på hemmaplan med den stora förhandsfavoriten Everything. Bidraget slutade på niondeplats i finalen. Grekland var återigen en stor förhandsfavorit 2008 när Kalomoira representerade landet med låten "Secret Combination". Grekland stod som vinnare i semifinalen men slutade trea i finalen i Belgrad. Året därpå representerade Sakis Rouvas Grekland igen med låten "This Is Our Night", trots att bidraget var förhandsfavorit slutade Grekland på sjundeplats. Grekland vann återigen sin semifinal 2011, men slutade sjua i finalen. 
Efter 2011 har det gått sämre för Grekland i tävlingen generellt. Anledningen till detta antas vara Greklands ekonomiska kris som medfört att man inte satsat stort på tävlingen eftersom en eventuell vinst skulle resultera i att man inte skulle ha råd med att arrangera tävlingen året därpå. 2012 resulterade i nedgång i finalen där man slutade på sjuttondeplats. Trots att man slutade sexa i finalen i Malmö 2013, och tvåa i semifinalen, började det gå betydligt sämre för Grekland i tävlingen därefter. Grekland missade finalen för första gången 2016 och därefter 2018. Vid de tillfällen man har kvalat sig till finalen har man hamnat långt bak i resultatlistan. Undantaget är 2021, då man slutade på tiondeplats i Greklands första topp tio-placering på åtta år.

### Nationell uttagningsform
Grekland har genom åren varierat sitt sätt att utse representant och låt till tävlingen. När det gäller nationella finaler har de varierat genom att arrangera en final, semifinaler och final och nationell final för att utse låten för representanten. Grekland har också använt sig av internval av både bidrag och artist. Sedan 2018 har representanten och låten enbart utsetts genom internval.

## Resultattabell
| 1 | Vinnare                            |
| 2 | Andra plats                        |
| 3 | Tredje plats                       |
| ◁ | Sista plats                        |
| X | Ett bidrag valdes men tävlade inte |

| År                               | Artist                                                    | Bidrag                           | Språk                      | Final              | Poäng              | Semi               | Poäng              |
| -------------------------------- | --------------------------------------------------------- | -------------------------------- | -------------------------- | ------------------ | ------------------ | ------------------ | ------------------ |
| 1974                             | Marinella                                                 | Krasi, Thalassa Ke T'Agori Mu    | Grekiska                   | 11                 | 7                  | Inga semifinaler   | Inga semifinaler   |
| Deltog inte 1975                 |                                                           |                                  |                            |                    |                    |                    |                    |
| 1976                             | Mariza Koch                                               | Panayia Mu, Panayia Mu           | Grekiska                   | 13                 | 20                 | Inga semifinaler   | Inga semifinaler   |
| 1977                             | Paschalis, Marianna Toli, Robert Williams, Bessy Argyraki | Mathima Solfege                  | Grekiska                   | 5                  | 92                 | Inga semifinaler   | Inga semifinaler   |
| 1978                             | Tania Tsanaklidou                                         | Charlie Chaplin                  | Grekiska                   | 8                  | 66                 | Inga semifinaler   | Inga semifinaler   |
| 1979                             | Elpida                                                    | Sokrati                          | Grekiska                   | 8                  | 69                 | Inga semifinaler   | Inga semifinaler   |
| 1980                             | Anna Vissi                                                | Autostop                         | Grekiska                   | 13                 | 30                 | Inga semifinaler   | Inga semifinaler   |
| 1981                             | Yiannis Dimitras                                          | Fegari Kalokerino                | Grekiska                   | 8                  | 55                 | Inga semifinaler   | Inga semifinaler   |
| 1982                             | Themis Adamadidis                                         | "Sarantapente kopelies"          | Grekiska                   | Drog sig ur        | Drog sig ur        | Drog sig ur        | Drog sig ur        |
| 1983                             | Kristie Stassinopoulou                                    | Mu Les                           | Grekiska                   | 14                 | 32                 | Inga semifinaler   | Inga semifinaler   |
| Deltog inte 1984                 |                                                           |                                  |                            |                    |                    |                    |                    |
| 1985                             | Takis Biniaris                                            | Miazume                          | Grekiska                   | 16                 | 15                 | Inga semifinaler   | Inga semifinaler   |
| 1986                             | Polina                                                    | "Wagon-lit"                      | Grekiska                   | Drog sig ur        | Drog sig ur        | Drog sig ur        | Drog sig ur        |
| 1987                             | Bang                                                      | Stop                             | Grekiska                   | 10                 | 64                 | Inga semifinaler   | Inga semifinaler   |
| 1988                             | Afroditi Fryda                                            | Clown                            | Grekiska                   | 17                 | 10                 | Inga semifinaler   | Inga semifinaler   |
| 1989                             | Mariana Efstratiou                                        | To Diko Su Asteri                | Grekiska                   | 9                  | 56                 | Inga semifinaler   | Inga semifinaler   |
| 1990                             | Christos Callow & Wave                                    | Horis Skopo                      | Grekiska                   | 19                 | 11                 | Inga semifinaler   | Inga semifinaler   |
| 1991                             | Sophia Vossou                                             | I Anixi                          | Grekiska                   | 13                 | 36                 | Inga semifinaler   | Inga semifinaler   |
| 1992                             | Kleopatra                                                 | Olu Tu Kosmu I Elpida            | Grekiska                   | 5                  | 94                 | Inga semifinaler   | Inga semifinaler   |
| 1993                             | Keti Garbi                                                | Ellada, Hora Tu Fotos            | Grekiska                   | 9                  | 64                 | Inga semifinaler   | Inga semifinaler   |
| 1994                             | Kostas Bigalis                                            | To Trehandiri                    | Grekiska                   | 14                 | 44                 | Inga semifinaler   | Inga semifinaler   |
| 1995                             | Elina Konstantopoulou                                     | Pia Prosefhi                     | Grekiska                   | 12                 | 68                 | Inga semifinaler   | Inga semifinaler   |
| 1996                             | Mariana Efstratiou                                        | Emis Forame To Himona Anixiatika | Grekiska                   | 14                 | 36                 | 12                 | 45                 |
| 1997                             | Marianna Zorba                                            | Horepse                          | Grekiska                   | 12                 | 39                 | Inga semifinaler   | Inga semifinaler   |
| 1998                             | Thalassa                                                  | Mia Krifi Evesthisia             | Grekiska                   | 20                 | 12                 | Inga semifinaler   | Inga semifinaler   |
| Deltog inte mellan 1999 och 2000 |                                                           |                                  |                            |                    |                    |                    |                    |
| 2001                             | Antique                                                   | (I Would) Die for You            | Engelska, grekiska         | 3                  | 147                | Inga semifinaler   | Inga semifinaler   |
| 2002                             | Michalis Rakintzis                                        | S.A.G.A.P.O.                     | Engelska                   | 17                 | 27                 | Inga semifinaler   | Inga semifinaler   |
| 2003                             | Mando                                                     | Never Let You Go                 | Engelska                   | 17                 | 25                 | Inga semifinaler   | Inga semifinaler   |
| 2004                             | Sakis Rouvas                                              | Shake It                         | Engelska                   | 3                  | 252                | 3                  | 238                |
| 2005                             | Helena Paparizou                                          | My Number One                    | Engelska                   | 1                  | 230                | Direktkvalificerad | Direktkvalificerad |
| 2006                             | Anna Vissi                                                | Everything                       | Engelska                   | 9                  | 128                | Direktkvalificerad | Direktkvalificerad |
| 2007                             | Sarbel                                                    | Yassou Maria                     | Engelska                   | 7                  | 139                | Direktkvalificerad | Direktkvalificerad |
| 2008                             | Kalomira                                                  | Secret Combination               | Engelska                   | 3                  | 218                | 1                  | 156                |
| 2009                             | Sakis Rouvas                                              | This Is Our Night                | Engelska                   | 7                  | 120                | 4                  | 110                |
| 2010                             | Giorgos Alkaios & Friends                                 | Opa                              | Grekiska                   | 8                  | 140                | 2                  | 133                |
| 2011                             | Loukas Giorkas & Stereo Mike                              | Watch My Dance                   | Grekiska, engelska         | 7                  | 120                | 1                  | 133                |
| 2012                             | Eleftheria Eleftheriou                                    | Aphrodisiac                      | Engelska                   | 17                 | 64                 | 4                  | 116                |
| 2013                             | Koza Mostra & Agathonas Iakovidis                         | Alcohol Is Free                  | Grekiska, engelska         | 6                  | 152                | 2                  | 121                |
| 2014                             | Freaky Fortune feat. Riskykidd                            | Rise Up                          | Engelska                   | 20                 | 35                 | 7                  | 74                 |
| 2015                             | Maria-Eleni Kyriakou                                      | One Last Breath                  | Engelska                   | 19                 | 23                 | 6                  | 81                 |
| 2016                             | Argo                                                      | Utopian Land                     | Pontisk grekiska, engelska | Kvalificerade inte | Kvalificerade inte | 16                 | 44                 |
| 2017                             | Demy                                                      | This Is Love                     | Engelska                   | 19                 | 77                 | 10                 | 115                |
| 2018                             | Yianna Terzi                                              | Oniro mou                        | Grekiska                   | Kvalificerade inte | Kvalificerade inte | 14                 | 81                 |
| 2019                             | Katerine Duska                                            | Better Love                      | Engelska                   | 21                 | 74                 | 5                  | 185                |
| 2020                             | Stefania                                                  | Superg!rl                        | Engelska                   | Tävlingen inställd | Tävlingen inställd | Tävlingen inställd | Tävlingen inställd |
| 2021                             | Stefania                                                  | Last Dance                       | Engelska                   | 10                 | 170                | 6                  | 184                |
| 2022                             | Amanda Georgiadi Tenfjord                                 | Die Together                     | Engelska                   | 8                  | 215                | 3                  | 211                |
| 2023                             | Victor Vernicos                                           | What They Say                    | Engelska                   | Kvalificerade inte | Kvalificerade inte | 13                 | 14                 |
| 2024                             | Marina Satti                                              | ZARI                             | Grekiska                   | 11                 | 126                | 5                  | 86                 |
| 2025                             | Klavdia                                                   | Asteromata                       | Grekiska                   | 6                  | 231                | 4                  | 112                |

## Röstningshistoria (1974–2019)[3]
Grekland har givit flest poäng till:
| Nr | Land      | Poäng |
| -- | --------- | ----- |
| 1  | Cypern    | 307   |
| 2  | Frankrike | 146   |
| 3  | Spanien   | 141   |
| 4  | Italien   | 112   |
| 5  | Irland    | 99    |

Grekland har mottagit flest poäng av:
| Nr | Land           | Poäng |
| -- | -------------- | ----- |
| 1  | Cypern         | 348   |
| 2  | Albanien       | 129   |
| 3  | Spanien        | 125   |
| 4  | Storbritannien | 120   |
| 5  | Rumänien       | 107   |

- Observera att poängen endast gäller poäng i final.